# Pepe Solla
José Solla González, conocido como Pepe Solla (Poyo, Pontevedra, 18 de diciembre de 1966) es un cocinero español, miembro fundador del grupo NOVE. Es jefe de cocina y propietario del restaurante Casa Solla, con una estrella Michelín y tres Soles Repsol.

## Trayectoria
Pepe Solla inició su carrera en el mundo de la restauración en 1991, cuando comenzó a trabajar en el restaurante Casa Solla, de gestión familiar. Inicialmente compaginó el trabajo de sala como sumiller con sus estudios universitarios de Ciencias Empresariales.
Su interés por el mundo del vino y su formación con cursos monográficos en la Unión Española de Catadores, hacen que en 1994 sea uno de los miembros fundadores de la Asociación Gallega de Sumilleres. Durante varios años participó en catas profesionales a nivel nacional, ganó el Campeonato Gallego de Sumilleres y se alzó con el sexto puesto en el campeonato nacional.
En 1995 comenzó su formación de cocina, lo que le llevó a convertirse en ayudante de cocina, función que compaginó durante un tiempo con la de jefe de sala. Tras realizar diversos cursos, como por ejemplo en Cala Montjoi, de la mano de Ferrán Adriá, en 1999 toma las riendas de la cocina de Casa Solla y en 2001 asume su gerencia.
Desde entonces imparte diversos cursos, clases magistrales y demostraciones de cocina. Además participa de forma constante en certámenes gastronómicos nacionales e internacionales, como Madrid Fusión. En 2010 representó a Galicia en la Expo de Shanghái.
En 2014 Pepe Solla monta, junto con Paco Roncero y Marcos Morán, la sociedad Sinergias que, dentro de Platea Madrid, gestiona cinco espacios gastronómicos: La batea, A mordiscos, Castizo, Entrecortes y De cuchara.
En la actualidad, presenta el programa “Pescados y Mariscos”, en Canal Cocina, donde también presentó el programa “Tus Conservas”.

## Casa Solla
Fundado en 1961 en la localidad de Poyo (Pontevedra), el restaurante Casa Solla tiene de forma ininterrumpida una Estrella Michelín desde el año 1980, lo que lo sitúa entre los 8 restaurantes más antiguos de España y el decano de Galicia en la Guía Michelín. Además, la Guía Repsol 2015 le ha otorgado los tres Soles Repsol, con lo que Casa Solla se ha convertido en el primer restaurante gallego en tener esta distinción.

## Premios y reconocimientos
- Casa Solla tiene una estrella Michelín[23] y tres Soles en la Guía Repsol[24]
- Mejor chef de Galicia 2013, en Festival Arco Atlántico[25]
- Premio Exxpopress 2013, en la categoría internacional[26]
- Diploma Millesime 2012[27]
- Premio Caldereta 2008,[28] del Diario El Comercio, de Gijón
- Premio Fundación Dionisio Duque 2008[29]
- Premio Dagda HG&T, al mejor profesional de cocina de Galicia, en 2007
- Casa Solla ha obtenido el premio Alimentos de España 2000, del Ministerio de Agricultura, Alimentación y Medio Ambiente[30]